# El huésped de las tinieblas
El huésped de las tinieblas es una película histórica española de 1948 dirigida por Antonio del Amo con guion de Manuel Mur Oti y producida por Sagitario Films. La protagonizan Carlos Muñoz y Pastora Peña. Retrata la vida del ilustre poeta del romanticismo español Gustavo Adolfo Bécquer.

## Sinopsis
El poeta Gustavo Adolfo Bécquer cae en un amor imposible que le produce angustia y terribles pesadillas. Al final, él y su amada mueren al unísono y ascienden hacia una estrella.

## Reparto
- Manuel Aguilera
- Fernando Aguirre
- Valeriano Andrés
- Manuel Arbó
- Mario Berriatúa
- Tomás Blanco
- Irene Caba Alba
- María Carrizo
- Carlos Casaravilla
- Manuel de Juan
- Félix Fernández
- Elda Garza
- Julia Lajos
- Arturo Marín
- Mari Paz Molinero
- Carlos Muñoz
- Rufino Inglés
- Nicolás D. Perchicot
- Pastora Peña
- Joaquín Roa
- Conrado San Martín